# Międzynarodowe Centrum Inżynierii Genetycznej i Biotechnologii
Międzynarodowe Centrum Inżynierii Genetycznej i Biotechnologii (ICGEB) (ang. International Centre for Genetic Engineering and Biotechnology) – międzynarodowa organizacja naukowo-badawcza, zajmująca się zastosowaniem inżynierii genetycznej i biotechnologii w rozwiązywaniu problemów dotyczących ochrony zdrowia i wyżywienia w krajach rozwijających się. Siedziba główna ICGEB znajduje się w Trieście (Włochy).
Rozpoczęła swoją działalność w 1983 r. pod auspicjami UNIDO, a od 1995 r. jest samodzielną jednostką w systemie ONZ. Działalność naukowa ICGEB jest realizowana w ośrodkach zlokalizowanych w Trieście, Nowym Delhi (Indie) oraz w Kapsztadzie, (Południowa Afryka), a także w krajach członkowskich poprzez system grantowy.
Organizacja zrzesza 57 krajów członkowskich głównie z obszarów rozwijających się, natomiast 77 państw jest sygnatariuszami Statutu ICGEB.
Polska jej pełnoprawnym członkiem tej organizacji.

## Programy Naukowo-Badawcze
Główne programy naukowe ICGEB:
- Studia doktoranckie (ang.Pre-doctoral Fellowships) – organizowane są 3-letnie studia doktoranckie (z możliwością przedłużenia o 1 rok) w jednym z ośrodków ICGEB. Centrum jest fundatorem stypendium doktoranckiego.

- "Sandwich" Ph.D. Programme – doktoranci z krajów członkowskich ICGEB mogą ubiegać się o 6-12 miesięczne stypendia umożliwiające przeprowadzenie części badań naukowych w jednym z ośrodków ICGEB

- Studia podoktorskie (ang. Postdoctoral Fellowships) – osoby z doktoratem lub przynajmniej 3-letnim doświadczeniem badawczym mogą ubiegać się o stypendium pokrywające ich jedno lub dwuletni staż naukowy w laboratoriach ICGEB. Pod koniec pobytu stażowego osoby te mogą ubiegać się o tzw. Return Grant, związany z dofinansowaniem ich pracy naukowej w macierzystej jednostce po powrocie do kraju pochodzenia.

- Granty Badawcze (ang. CRP Research Grants) – wybrane w wyniku konkursu projekty badawcze są finansowane przez ICGEB przez okres do 3 lat.

- Stypendia krótkoterminowe (ang. Short-term Fellowships) – zespoły naukowe z krajów członkowskich prowadzące wspólne projekty z grupami badawczymi z ośrodków ICGEB mogą delegować swojego pracownika do współpracującego zespołu ICGEB na okres 3-6 miesięcy w celu wykonania badań uzupełniających. Stypendyści otrzymują od ICGEB stypendia pokrywające koszt pobytu.

- ośrodki naukowe z krajów członkowskich mogą ubiegać się o dofinansowanie przez ICGEB kosztów organizacji konferencji (ang. Meetings) lub też kursów (ang. Courses, Workshops) z zakresu inżynierii genetycznej i biotechnologii.

## Polska w ICGEB
Polska współpracuje z ICGEB od 1990 r., a od września 1996 r. jest jej pełnoprawnym członkiem. Dzięki temu Polacy mogą uczestniczyć w przedsięwzięciach organizowanych i sponsorowanych przez ICGEB.
Koordynacją współpracy polskich jednostek z tą organizacją zajmuje się Komitet Narodowy ds. ICGEB, który funkcjonuje przy Komitecie Biotechnologii przy Prezydium PAN.
Przewodniczącym Komitetu Narodowego jest prof. dr hab. Wojciech J. Stec.
Stroną techniczną współpracy zajmuje się biuro zlokalizowane w Centrum Badań Molekularnych i Makromolekularnych PAN (CBMiM) w Łodzi, a funkcję tzw. oficera łącznikowego (ang. liaison officer) pełni Sekretarz Komitetu Biotechnologii – prof. dr hab. inż. Andrzej Okruszek.